# Вологодское княжество
Вологодское княжество — русское удельное княжество XV века с центром в Вологде. К моменту создания княжества стоял вопрос о принадлежности Вологды: с начала XIV века за обладание ею соперничали Новгородская республика и Московское княжество.

## История
16 февраля 1446 года великий князь Василий II был ослеплён по приказу Дмитрия Шемяки. Несколькими днями ранее он был низложен Шемякой с великокняжеского престола. 15 сентября Шемяка пожаловал Василию II в удел Вологду при взаимном покаянии. Туда же переехал его двор — в частности, будущий великий князь Иван III. К этому моменту Вологда была разделена на три церковные части («трети»), находившихся под управлением соответственно Москвы (Владимирская треть, по Владимирской церкви), Новгорода (Успенская треть, по церкви Успения (позднее — Успенский собор Горне-Успенского монастыря) и Ростова (Мироносицкая треть, по церкви Жён-Мироносиц).
Василий II надолго в Вологде не задержался, отправившись в Кирилло-белозерский монастырь, предварительно получив приглашение прибыть в Тверь от князя Бориса Александровича. В Твери состоялось обручение Ивана III с княжной Марией Борисовной. Уже 25 декабря верное Василию II войско заняло Москву, а горожане присягнули ему на верность. После возвращения Василию II престола Вологодское княжество де-факто прекратило существование.
По всей видимости, княжество одновременно оставалось сферой влияния Новгорода, а в Вологде находились его представители. В 1448-1454 годах действовала новгородская жалованная грамота Троице-Сергиеву монастырю на беспошлинный провоз товаров через Вологду.
В 1450 году Шемяка нападает на Вологду и разоряет её окрестности. Город, согласно легенде, был спасён благодаря заступничеству святого Димитрия Прилуцкого (по другим данным, Григория Пельшемского). С этим эпизодом связывают легенду о Белоризцах.
После смерти великого князя Василия II 27 марта 1462 года Вологду, Кубену и Заозерье в удельное владение получил его сын Андрей Меньшой. Из-за его малолетства нового вологодского князя до 1466—1467 годов княжеством управляли непосредственно Иван III, а также великая княгиня Мария Ярославна и дьяк Федор Иванович Мячков.
В 1463 году Вологду посетил Иван III во время похода на Двину. В том же году вологжане участвовали в походе на черемис, годом спустя — на Двину. В 1467, 1479 и 1487 годах вологодский отряд присоединился к московскому войску в войне против Казани. В 1468 году вологодский отряд во главе с воеводой Семёном Пешко Сабуровым ходил на Устюг, в 1471 году во время московско-новгородской войны — на Кокшеньгу, в 1477 году — на Новгород, в 1478 году — на Вятку.
В 1471 году была окончательно ликвидирована новгородская волость Вологда. В том же году впервые упоминается древоземляная крепость типа «китай-город» на Ленивой площадке. При этом, территория княжества оставалась под юрисдикцией Новгородского архиерейского дома до 1492 года, когда она вошла в состав Пермской епархии (позднее — Вологодско-Великопермской). В 1480 году Андрей Меньшой был одним из трёх основных командующих русских войск во время стояния на Угре. В 1480-81 годах по указанию Андрея Меньшого на Спасе Каменном после пожара был построен первый на Русском севере каменный храм Преображения Господня.
В 1480 году в Вологду приехал жить брат крымского хана Менгли-Гирея Айдар в 1475 году, которому ранее было предоставлено политическое убежище.
10 июля 1481 года Андрей Меньшой умер. На десятый день после его смерти город Вологда загорелся «и згоре весь, посад же не згоре Божиим заступлением».
После этого Вологодской княжество вновь прекратило существование, перейдя по духовной грамоте во владение великого князя Ивана III. На территории княжества был создан Вологодский уезд. Уставная грамота Вологодского уезда не сохранилась.

## Органы власти
Администрация Андрея Меньшого включала «боярина введенного», который был второй после него судебной инстанцией. В состав административного аппарата также входили наместники, волостели, тиуны, праведчики, доводчики, разного рода «пошлинники». Их содержание осуществлялось через систему кормлений. Судебный иммунитет крупных монастырей был ограничен в пользу княжеского аппарата по наиболее тяжким уголовным преступлениям — душегубству, разбою и татьбе с поличным. Специальные «слободщики» занимались привлечением нового населения на свободные княжеские земли.
В княжестве были свои служилые князья из ярославской ветви Шаховских, бояре, дети боярские и «дворные люди». За служилыми князьями, боярами и детьми боярскими князя Андрея Меньшого находились княжеские села и деревни. В целом к периоду Андрея Меньшого относят достаточно широкое распространение светской вотчины в Вологде и окрестностях. Однако, первое упоминание в источниках о вологодских детях боярских, а, следовательно, и о вологодском служилом «городе» относится лишь к 1499 году.

## Налогообложение
В систему обложения входили такие налоги, повинности и пошлины, как дань, писчая белка, ям, подвода, сторожевое, «служба моя», обязанность черного тяглого населения «делать город». В княжескую казну также вхождили мыт, тамга, костки, резанка, восмничее, гостиное, явленное, пятенное. Для Кирилло-Белозерского монастыря в первой половине 1470-х годов был установлен облегченный оброчный статус — ежегодная плата в размере шести рублей его вологодских владений «после Крещенья». При этом, для взимания ордынского выхода в период княжения Андрея Меньшого зафиксированы в Вологде и уезде. Однако, к 1481 году долг Андрей Меньшого перед великокняжеской казной составил 30 тысяч рублей, в том числе выход и личный долг.

## Пути сообщения
К моменту создания княжества основными путями сообщения Вологды с внешним миром были реки — Вологда и Сухона. Водный путь через Кубенское озеро и Кирилло-Белозерский монастырь вёл в Новгород, на Верхнюю Волгу, в Балтийское море. Через Сухону были выходы в Белое море и Сибирь.
В 1497 году, после упразднения княжества, в вошедшем в судебник Ивана III Указе о езде впервые упоминается дорога до Вологды. Стоимость проезда посредством ямской гоньбы от Москвы составляла «пол-3 рубля». Дорога стала продолжением более раннего сухопутного пути от Москвы до Ярославля через Переславль-Залесский. Время в пути составляло пять дней.
После Вологды дорога шла двумя направлениями: «до Устюга пять рублей, до Вечегды 7 рублев, до Двины и до Колмогор 8 рублев московскаа». Когда именно были построены эти дороги, неизвестно.

## Князья
| Князь                     | Изображение | Начало правления | Конец правления | Даты рождения и смерти        | Глава государства                                        |
| ------------------------- | ----------- | ---------------- | --------------- | ----------------------------- | -------------------------------------------------------- |
| Василий Васильевич Тёмный |             | 15 сентября 1446 | 27 марта 1462   | 10 марта 1415 — 27 марта 1462 | Дмитрий Шемяка (1446-1447) Василий II Тёмный (1447—1462) |
| Андрей Васильевич Меньшой |             | 27 марта 1462    | 10 июля 1481    | 8 августа 1452 — 10 июля 1481 | Иван III (1462—1505)                                     |

## Монастыри Вологодского княжества
| Монастырь                                | Изображение | Год основания |
| ---------------------------------------- | ----------- | ------------- |
| Спасо-Прилуцкий монастырь                |             | 1371          |
| Спас-Каменный монастырь                  |             | 1260          |
| Павло-Обнорский монастырь                |             | 1414          |
| Григориево-Пельшемский Лопотов монастырь |             | 1426          |